# Piero D’Inzeo

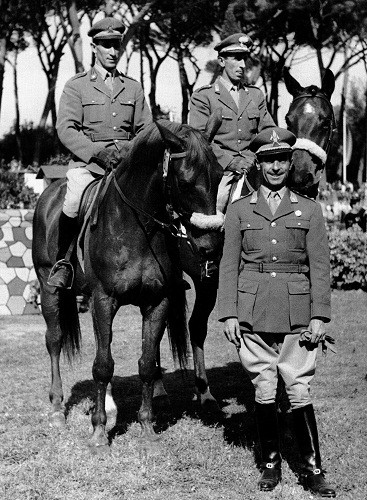
Piero D’Inzeo (links auf dem Pferd)

Piero D’Inzeo (* 4. März 1923 in Rom; † 13. Februar 2014 ebenda) war ein italienischer Springreiter, der ab den späten 1940ern bis in die späten 1970er Jahre aktiv war.
Zusammen mit seinem jüngeren Bruder Raimondo war er der erste Athlet, der an acht Olympischen Spielen, nämlich durchgängig von 1948 bis 1976, teilnahm. Er gehört damit bis heute zu den Sportlern mit den meisten Olympiateilnahmen und errang insgesamt zwei Silber- und vier Bronzemedaillen.
D’Inzeos größter Erfolg war der Gewinn des Europameistertitels 1959.

## Erfolge
- Olympische Spiele
  - 1956 in Stockholm: Silbermedaille Mannschaft, Bronzemedaille Einzel auf Uruguay
  - 1960 in Rom: Bronzemedaille Mannschaft, Silbermedaille Einzel auf The Rock
  - 1964 in Tokio: Bronzemedaille Mannschaft Sun Beam
  - 1972 in München: Bronzemedaille Mannschaft auf Easter Light
- Europameisterschaften:
  - 1958 in Aachen: Silbermedaille Einzel auf The Rock
  - 1959 in Paris: Goldmedaille Einzel auf Uruguay
  - 1961 in Aachen: Silbermedaille Einzel auf Pioneer
  - 1962 in London: Bronzemedaille Einzel auf The Rock
- weitere:
  - 4 × Sieger im Großen Preis von Aachen (1952 auf Uruguay, 1959 und 1961 auf The Rock und 1965 auf Bally Black)
    - einer von nur zwei Reitern, die dieses Turnier 4 Mal gewinnen konnten (Stand 2024)